# Tulbaghia dregeana
Tulbaghia dregeana là một loài thực vật có hoa trong họ Amaryllidaceae. Loài này được Kunth miêu tả khoa học đầu tiên năm 1843.